# Ekonomická univerzita v Bratislavě
Ekonomická univerzita v Bratislavě (slovensky Ekonomická univerzita v Bratislave) je nejstarší vysoká škola ekonomického zaměření na Slovensku. Vznikla roku 1940 jako soukromá Vysoká obchodná škola v Bratislave (VOŠ). V roce 1945 byla škola zestátněna a přejmenovaná na Slovenskou vysokou školu obchodní. Od roku 1949 byl tento název změněn na Vysoká škola hospodárskych vied a od roku 1952 na Vysoká škola ekonomická (VŠE). Název Ekonomická univerzita v Bratislave byl stanoven na základě zákona č. 292/1992 Zb. SNR ze dne 28. dubna 1992.
Během své existence vychovala více než 108 000 absolventů. V současnosti tu studuje více než 7 000 studentů. V rámci výchovně-vzdělávací činnosti Ekonomická univerzita organizuje vysokoškolské studium bakalářské, inženýrské, doktorandské a celoživotní vzdělávání občanů.
Poskytuje vysokoškolské vzdělání v 18 akreditovaných studijních programech (1. bakalářského), v 31 studijních programech 2. (inženýrského) a v 16 studijních programech 3. (doktorandského) stupně studia na 6 fakultách v Bratislavě a na jedné fakultě v Košicích. EU nabízí možnost studovat vybrané předměty v cizích jazycích a to v rámci doplňkového germanofonního studia v spolupráci s Univerzitou Martina Luthera v Halle a částečně frankofonního studia ve spolupráci s Univerzitou Pierre Mendes France v Grenoblu s možností získat certifikát zahraniční univerzity. Kromě toho nabízí celouniverzitní studijní programy: na 1. stupni studia Cizí jazyky a interkulturní komunikace, na 2. stupni studia celouniverzitní studijní programy vyučované v cizích jazycích – Mezinárodní finanční management v němčině, Mezinárodní management v angličtině a Management prodeje ve francouzštině s možností získání dvojitého diplomu (ve studijních programech mezinárodní finanční management a management prodeje).
V rámci spolupráce s European School of Management v Paříži studují vybraní studenti po skončení prvního stupně na této vysoké škole.
Studenti mají možnost jako cizí jazyky studovat angličtinu, němčinu, francouzštinu, španělštinu, ruštinu a italštinu.
EU administruje multiregionální programy v oblasti vysokého školství, jako je CEEPUS, ERASMUS, Letní škola Danubia a jiné. EU úspěšně absolvovala mezinárodní evaluaci, vykonanou Evropskou asociací univerzit (EUA).

## Vedení
- prof. Ing. Ferdinand Daňo, PhD. - rektor[1]
- doc. Mgr. Boris Mattoš, PhD. - statutární zástupce a prorektor pro mezinárodní vztahy[2]
- doc. Ing. Mgr. Zuzana Juhászová, PhD. - prorektorka pro vzdělávání[2]
- doc. Ing. Jana Péliová, PhD. - prorektorka pro řízení akademických projektů[2]
- Dr.h.c. prof. Ing. Rudolf Sivák, PhD. - prorektor pro rozvoj univerzity[2]
- Ing. Paula Puškárová, DiS. art., PhD. - prorektorka pro vědu a doktorandské studium[2]
- Ing. Mária Dziurová - kvestorka[2]

## Fakulty
Ekonomická univerzita v Bratislave má 7 fakult:
- Národohospodářská fakulta
- Obchodní fakulta
- Fakulta hospodářské informatiky
- Fakulta podnikového managementu
- Fakulta mezinárodních vztahů
- Fakulta aplikovaných jazyků
- Podnikohospodářská fakulta v Košicích